# 会津水沼駅
会津水沼駅（あいづみずぬまえき）は、福島県大沼郡金山町大字水沼字桑畑にある、東日本旅客鉄道（JR東日本）只見線の駅である。

## 歴史
会津線の会津宮下駅から会津川口駅までの延伸とともに開業、その後会津若松駅から小出駅までの全通により只見線の駅となった。

### 年表
- 1956年（昭和31年）9月20日：開業[1]。旅客のみ取り扱い。
- 1987年（昭和62年）4月1日：国鉄分割民営化により、 東日本旅客鉄道（JR東日本）の駅となる[1]。
- 2011年（平成23年）
  - 7月30日：新潟福島豪雨により、営業を休止。
  - 8月26日：会津宮下 - 当駅 - 会津大塩間でバス代行を開始[2]。
  - 12月3日：会津宮下 - 当駅 - 会津川口間で運転を再開（バス代行終了）[3]。

## 駅構造
単式ホーム1面1線を有する地上駅である。東西に走る線路の南側にホームが設けられている。かつては島式ホーム1面2線を有し交換可能であった。
駅舎はホームから南側に離れた位置にあり、木造であるが独特な形をしている。2011年（平成23年）7月の水害で当時の駅舎は流失したが、その後同じ位置にほぼ同じ形に再建された。会津若松駅管理の無人駅となっており、自動券売機などは設置されていない。

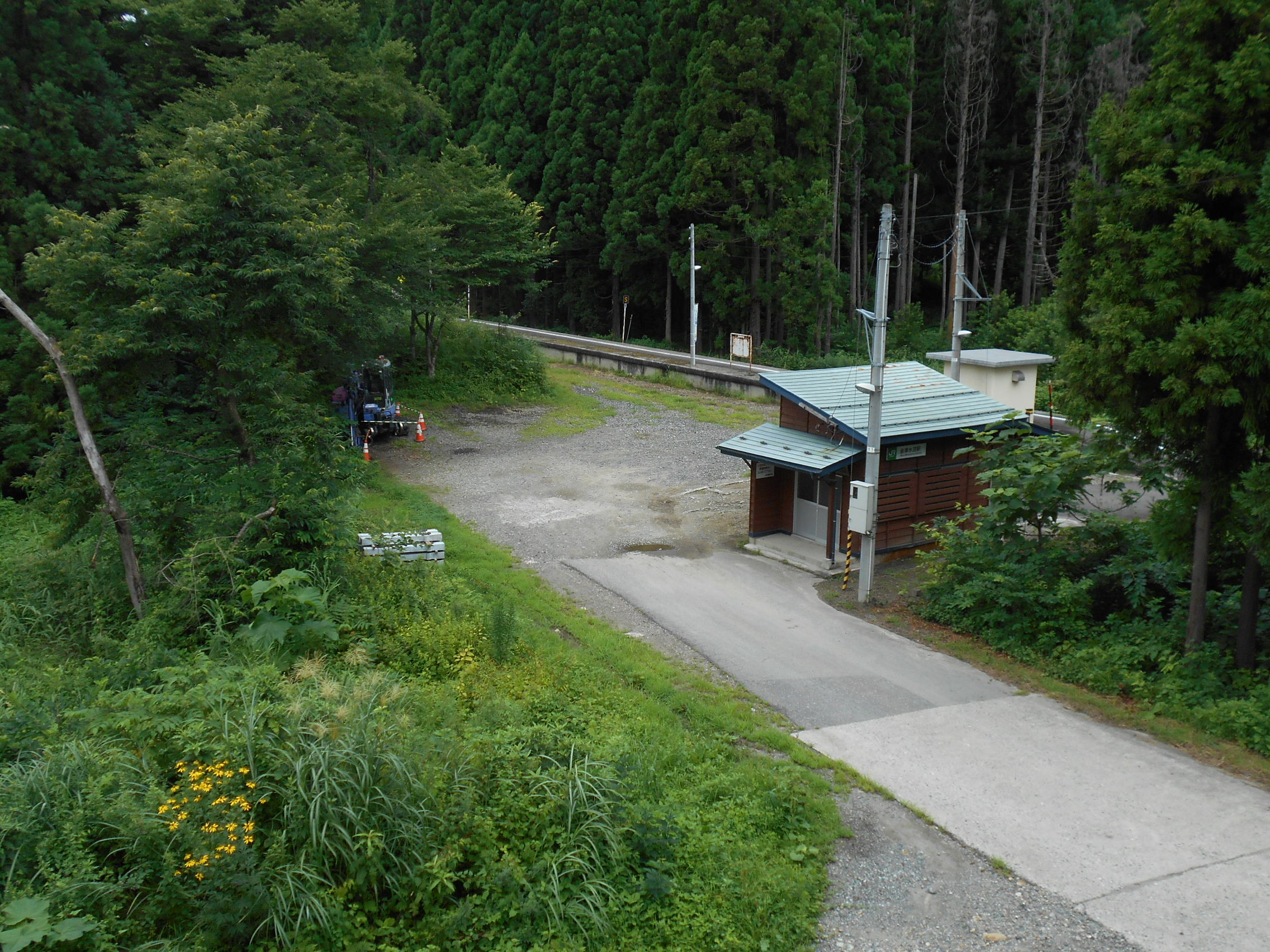
駅全景（2017年8月）
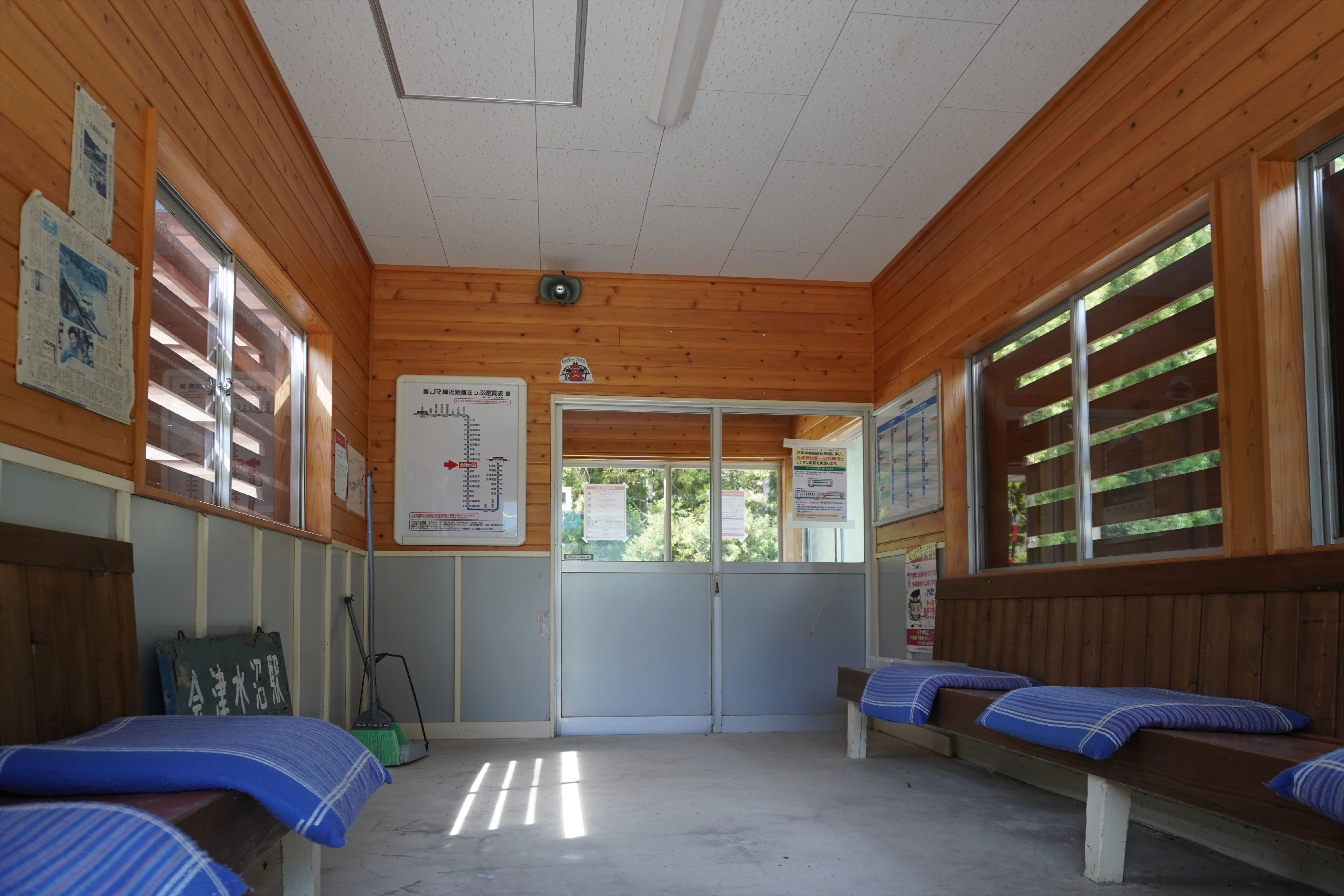
待合室（2023年4月）
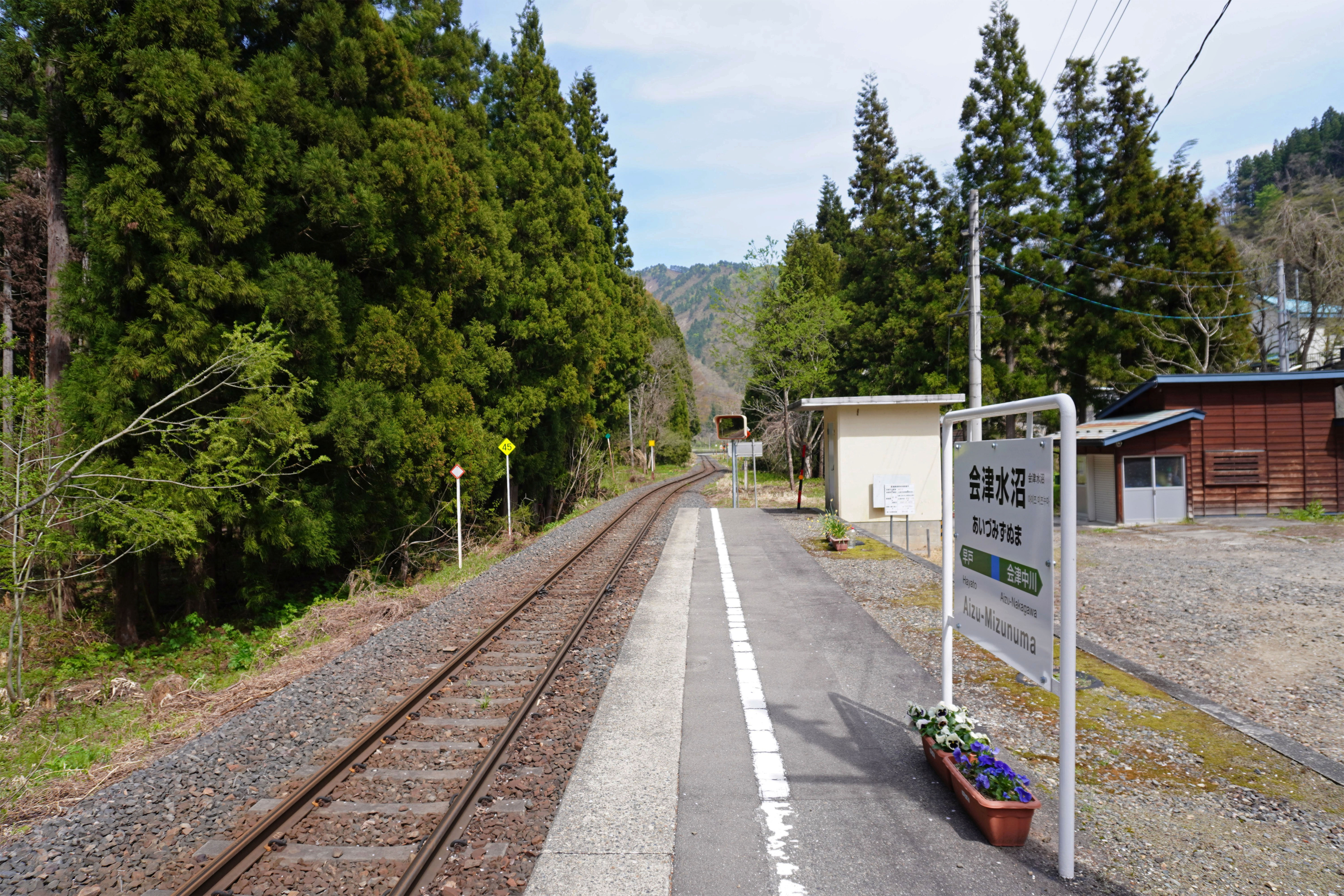
ホーム（2023年4月）
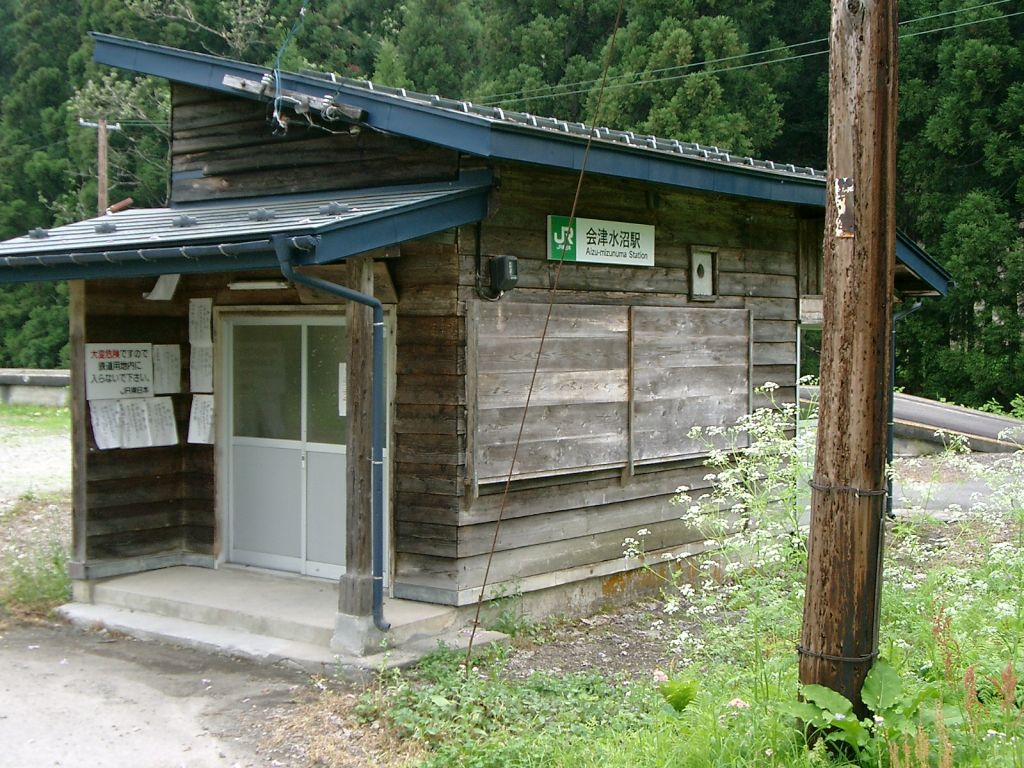
旧駅舎（2006年5月）
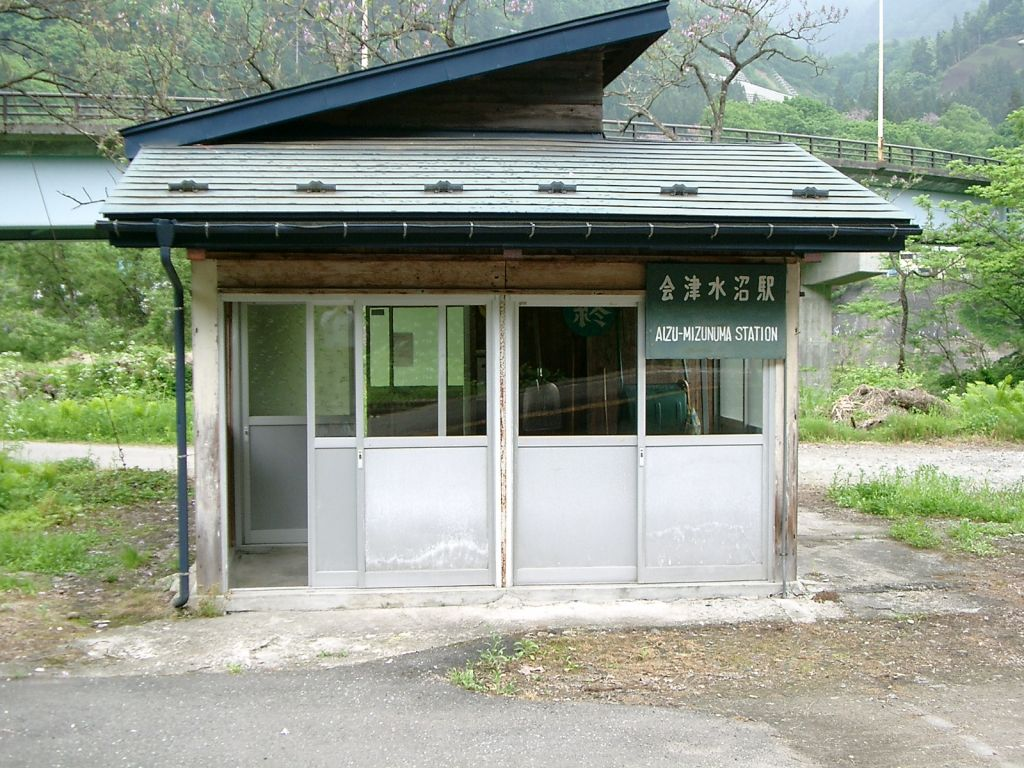
旧駅舎を線路側から（2006年5月）

## 利用状況
「福島県統計年鑑」によると、2000年度（平成12年度）- 2004年度（平成16年度）の1日平均乗車人員の推移は以下のとおりであった。
| 乗車人員推移       | 乗車人員推移     | 乗車人員推移 |
| 年度               | 1日平均 乗車人員 | 出典         |
| ------------------ | ---------------- | ------------ |
| 2000年（平成12年） | 3                | [ 4 ]        |
| 2001年（平成13年） | 3                | [ 5 ]        |
| 2002年（平成14年） | 3                | [ 6 ]        |
| 2003年（平成15年） | 3                | [ 7 ]        |
| 2004年（平成16年） | 0                | [ 8 ]        |

## 駅周辺
駅前に集落はない。南側を雄大な只見川が東西に流れており、只見線がこれに沿っていて、500メートルほど西に第四只見川橋梁がある。駅前の道路を東に行くと国道252号に出るが、これが駅南の只見川を水沼橋でわたっている。
付近は、只見線でも有数のツキノワグマ出没地帯となっており、駅舎にも熊注意と掲出されている。駅舎付近、プラットホーム上を含めて、特に夜間においては注意が必要である。

## 隣の駅
東日本旅客鉄道（JR東日本）
■只見線
早戸駅 - 会津水沼駅 - 会津中川駅